# Dermaleipa renimacula
Dermaleipa renimacula är en fjärilsart som beskrevs av Embrik Strand 1914. Dermaleipa renimacula ingår i släktet Dermaleipa och familjen nattflyn. Inga underarter finns listade i Catalogue of Life.